# 苏逢吉
苏逢吉（?—950年），长安人（今陕西西安），後漢高祖称帝后以节度判官拜同平章事、集贤殿大学士（為宰相）。

## 性喜殺戮
父苏悦，母早亡。苏逢吉为人贪诈，生活极其豪华，尤喜杀戮。一日盡殺獄中之囚犯，回報說：“狱静矣”。逢吉拜相後，以天下盜賊眾多為由，自行草詔：「凡盜所居，本家及鄰保皆族誅。」有人說：「對盜賊沒有族誅的法律，更何況盜賊的鄰保（鄰居）呢？」苏逢吉便在詔書中僅去掉「族」字。於是鄆州捕賊使者張令柔把平陰縣十七條村莊的村民全部殺盡。衛州刺史葉仁魯率兵捕盜，有十數名村民剛把盜賊驅逐入山，仁魯因為懷疑村民們同樣是盜賊，把他們的腳筋弄斷，村民們在哀號呼叫中慘死。

## 拜相自裁
後拜中书侍郎、同中书门下平章事，即宰相。劉知遠病歿，托孤史弘肇、杨邠、王章、蘇逢吉、郭威等。乾祐二年，加拜司空。苏逢吉几次故意乘着醉酒羞辱郭威，郭威很讨厌他。乾佑三年（950年）四月，后汉议以郭威镇邺都（今河北大名东北）以抗辽軍。史弘肇请求郭威带枢密使领镇，苏逢吉反對。不久後漢隱帝殺史弘肇，以逢吉权知枢密院。
郭威得知全家族滅，起兵反抗。郭威领兵打到首都大梁之附近，苏逢吉知大勢已去，自杀于民舍。郭威平定京师後，命人將他尸体梟首。

## 延伸阅读
[在维基数据编辑]
 《舊五代史/卷108》，出自薛居正《舊五代史》
 《新五代史/卷30》，出自歐陽修《新五代史》